# Дженис, Дороти
Дороти Дженис (англ. Dorothy Janis, 19 февраля 1910 — 10 марта 2010) — американская актриса немого кино.
Дженис, урождённая Дороти Пенелопа Джонс, родилась в Далласе. Её кинокарьера началась в 1927 году, после того как она навестила своего кузена, работавшего на студии «Fox». Менеджеры студии обратили внимание на красивую молодую девушку и предложили ей экранное тестирование. В результате Дороти появилась в четырёх немых фильмах студии и в одном звуковом. Наиболее известной стала её роль в фильме «Язычник» (1929) с Рамоном Новарро в главной роли. Она прекратила сниматься в 1930 году, а спустя два года вышла замуж за музыканта Уэйна Кинга, с которым прожила вместе 53 года до его смерти в 1985 году.
В последнее время Дороти Дженис проживала в городке Парадайз-Волли в штате Аризона. Актриса скончалась в Финиксе 10 марта 2010 года в возрасте 100 лет.

## Избранная фильмография
| Год  |   | Русское название       | Оригинальное название           | Роль            |
| ---- | - | ---------------------- | ------------------------------- | --------------- |
| 1928 | ф | Белые тени южных морей | White Shadows in the South Seas | местная девушка |